# Rosopaella recurva
Rosopaella recurva är en insektsart som beskrevs av Webb 1983. Rosopaella recurva ingår i släktet Rosopaella och familjen dvärgstritar. Inga underarter finns listade i Catalogue of Life.